# بانکسیا بیابانی
بانکسیای بیابانی (نام علمی: Banksia ornata) نام یک گونه از سرده بانکسیا است.